# 塞爾氏魮
塞爾氏魮（学名：Barbus salessei）為輻鰭魚綱鯉形目鯉科的其中一個種。被IUCN列為次級保育類動物，分布於非洲幾內亞、幾內亞比索，本魚背面輪廓凸狀，些微扁長形的頭部，嘴小，沒有觸鬚。側線不完全，靠近背鰭下面彎曲，背面淡黃色，在尾柄的末端的黑色小圓斑點。在側邊上有時有縱向的深色條紋，胸鰭深色，背鰭、臀鰭與腹面鮮橘色，尾部的淡黃色，背鰭軟條10枚；臀鰭軟條8枚，體長可達4.7公分。

## 扩展阅读
維基物種上的相關：塞爾氏魮